# Olten (distrikt)

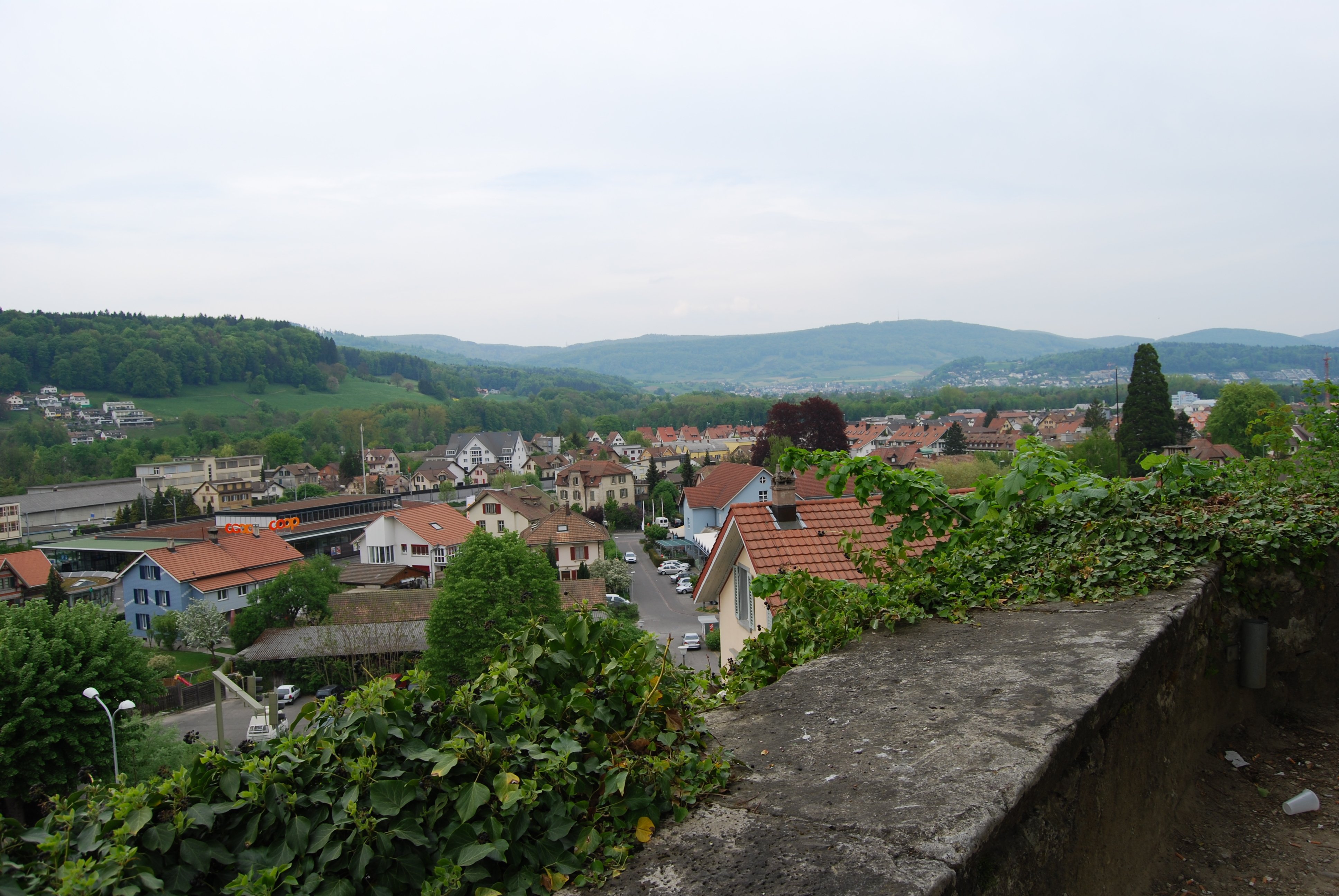
Schönenwerd

Olten är ett förvaltningsdistrikt (Bezirk) i kantonen Solothurn i Schweiz. Distriktet har 15 kommuner (Gemeinden) och ingår i amtet (Amtei) Olten-Gösgen. 

## Geografi
Distriktet omfattar kommunen Olten, samt väster därom, området mellan Gäu, Jurabergen och Aare. Öster om Olten ingår kommuner på Aares högra sida, ner till Aaraus stadsgräns.
Gösgens kärnkraftverk ligger vid Aare i kommunen Däniken.

## Kommuner
- Boningen
- Dulliken
- Däniken
- Eppenberg-Wöschnau
- Fulenbach
- Gretzenbach
- Gunzgen
- Hägendorf
- Kappel
- Olten
- Rickenbach
- Schönenwerd
- Starrkirch-Wil
- Walterswil
- Wangen bei Olten